# Georges Lentz
Georges Lentz (født 22. oktober 1965 i Luxembourg by, Luxembourg) er en luxembourgsk/australsk komponist.
Lentz må nok regnes for Luxembourgs mest anerkendte komponist internationalt. Han studerede komposition på Musikkonservatoriet i Luxembourg by, og på Musikkonservatoriet i Paris (1982-1986) og på Musikhøjskolen i Hannover (1986-1990). Han har skrevet orkesterværker, kammermusik, elektronisk musik, solostykker for mange instrumenter etc. Lentz flyttede til Australien og fik australsk statsborgerskab i 1990. Han opholder sig skiftevis mellem Tyskland, nærmere Berlin (hvor han har en lejlighed) og Australien.
Hans musik er en original syntese af moderne klassisk avantgarde og astronomisk inspiration over den australske ødemark til Aboriginal folklore. Lentz hører ligeledes til de vigtige komponister i Australien.
Han er skaberen af Cobar Sound Chapel.

## Udvalgte værker
- Caeli enarrant ... (Himlen fortæller...)(1989-1998) - for orkester
- Ngangkar (Hænge ud) (1998-2000) - for orkester
- Jerusalem (efter Blake) (2011-2016) - for orkester og elektronik, og syv smartphones
- Anyente (2019-2021) - for solo bratsch